# Jonki
Jonki (kaszb. Jónczi, niem. Jonken) – wieś kaszubska w Polsce położona w województwie pomorskim, w powiecie chojnickim, w gminie Konarzyny, nad rzeką Chociną. Miejscowość jest częścią składową sołectwa Zielona Huta. 

W latach 1975–1998 miejscowość administracyjnie należała do województwa słupskiego.
Inne miejscowości o nazwie Jonki: Jonkowo